# Geomela beatricis
Geomela beatricis là một loài bọ cánh cứng trong họ Chrysomelidae. Loài này được Daccordi & De Little miêu tả khoa học năm 2003.